# Джим Брюер (баскетболіст)
Джим Брюер (англ. Jim Brewer, 3 грудня 1951) — американський баскетболіст.
Срібний призер Олімпійських Ігор 1972 року.